# Memória
Memória ist eine Gemeinde (Freguesia) im portugiesischen Kreis Leiria. In ihr leben 830 Einwohner (Stand 30. Juni 2011).

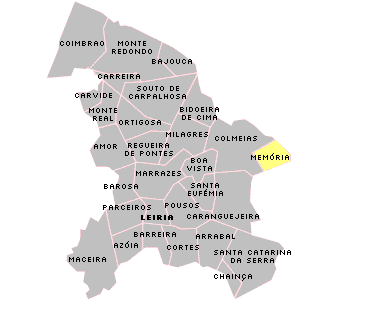
Lage der Gemeinde im Kreis Leiria

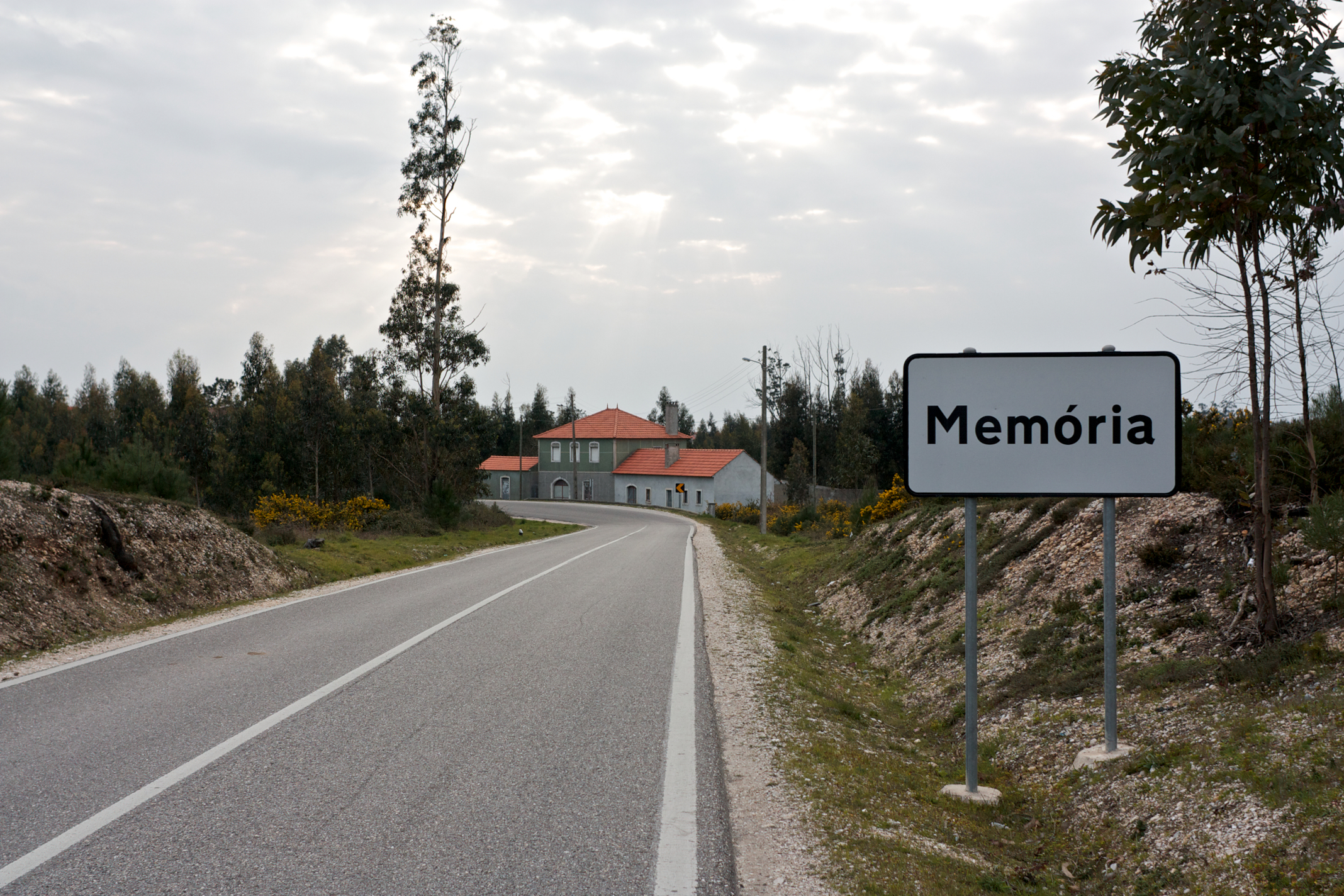
Ortseingangsschild

## Geschichte
Die Gemeinde entstand 1985, durch Ausgliederung aus der Gemeinde Colmeias.

## Kultur und Sehenswürdigkeiten
Die Gemeindekirche Igreja Paroquial de Memória (auch Igreja de Nossa Senhora da Boa Memória) steht unter Denkmalschutz.

## Verwaltung
Memória ist Sitz einer gleichnamigen Gemeinde. Die Nachbargemeinden sind (im Norden beginnend im Uhrzeigersinn) Albergaria dos Doze, Espite, Caranguejeira und Colmeias.
Folgende Orte liegen in der Gemeinde:
| - Barreiro - Barroco - Barrosa - Coucões - Farraposa - Lagares | - Memória - Portela da Memória - Ruge Água - Santa Margarida - Toco |